# Langue de bœuf (viande)
Pour les articles homonymes, voir Langue de bœuf.

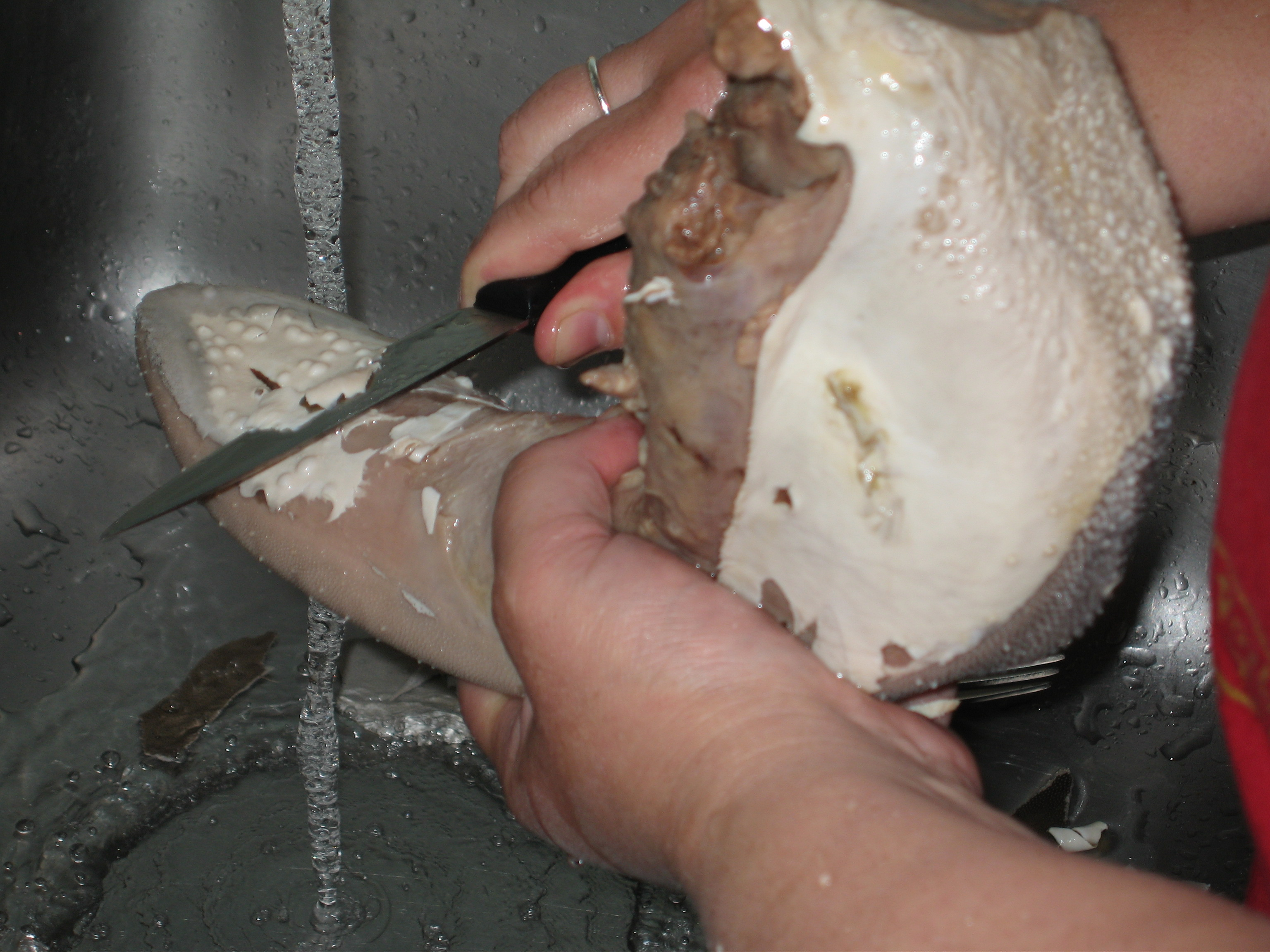
Épluchage manuel de la langue bouillie.

La langue de bœuf est une partie du bœuf. Une des recettes de cuisine qui l'utilisent est la « langue de bœuf sauce madère ».

## Histoire
Moins utilisée en cuisine aujourd'hui, la langue de bœuf était très appréciée dans l’Antiquité.
Au Moyen Âge, elle faisait partie des mets réservés aux seigneurs, régis par le droit féodal.
Dans le nord de la France, la langue de bœuf est surtout appréciée en entrée.